# Pazifische Hurrikansaison 2015
Die Pazifische Hurrikansaison 2015 begann im östlichen Pazifik offiziell am 15. Mai und im Zentralpazifik am 1. Juni. Sie endet am 30. November. In diesem Zeitraum bilden sich üblicherweise die meisten tropischen Stürme, da in diesem Zeitraum gute Bedingungen für die Bildung von Hurrikans vorliegen, so ist der Ozean warm genug, die Luftfeuchtigkeit ist hoch und kaum Windscherung, allerdings könnte sich ein tropischer Sturm zu jeder Zeit bilden. Alle Stürme nördlich des Äquators und östlich von 180° W gehören dazu. Die Stürme, die sich westlich von 180° W bilden, nennt man Taifune und sind Bestandteil der Pazifischen Taifunsaison 2015.
Die Saison startete mit der Bildung des Tropensturms "Andres" am 28. Mai 2015. Der Tropensturm wurde innerhalb von wenigen Tagen zu einem Hurrikan hochgestuft und erreichte zum Höhepunkt seiner Intensität Windgeschwindigkeiten bis 225 km/h, was der Kategorie 4 nach der Saffir-Simpson-Hurrikan-Windskala entspricht. Nur vier Tage nach Andres entstand Tropensturm "Blanca" und wurde ebenfalls zu einem Kategorie-4-Hurrikan. Noch nie seit Beginn der regelmäßigen und flächendeckenden Aufzeichnungen im Jahre 1971 wurde so früh im Jahr der zweite Hurrikan der Kategorie 4 registriert.

## Stürme

### Hurrikan Andres

#### Sturmverlauf
Am 23. Mai begann das National Hurricane Center mit der Beobachtung eines Sturmsystems südlich der mexikanischen Pazifikküste, das das Potential besaß, zu einem tropischen Sturm zu werden. Am 28. Mai 2015 um 09:00 UTC wurde das System zum Tropischen Tiefdruckgebiet Eins und nur sechs Stunden später zum Tropischen Sturm Andres hochgestuft. Einen Tag später erreichte Andres Hurrikan-Status und am 30. Mai die Kategorie 2 auf der fünfteiligen Hurrikanskala. Einen Tag später begann Andres eine rapide Intensivierung und erreichte Major-Hurrikan-Stärke (Kategorie 3+). In der Nacht auf den 1. Juni erreichte Andres seinen Höhepunkt mit der Kategorie 4 und andauernden Windgeschwindigkeiten von bis zu 240 km/h. Nur zwei Tage später hatte sich Andre schon wieder zu einem tropischen Sturm abgeschwächt und am 4. Juni bereits fast komplett aufgelöst.

#### Auswirkungen
Hurrikan Andres bedrohte zu keiner Zeit Land, nach der Auflösung sorgten allerdings die Reste des Sturmsystems für schwere Regenfälle in Arizona, die für Überschwemmungen sorgten. Menschen kamen nicht zu Schaden.

### Hurrikan Blanca

#### Sturmverlauf
Am 27. Mai 2015 begann das National Hurricane Center mit der Beobachtung eines Sturmsystems südlich der Mexikanischen Küste, an selber Position, wo auch Hurrikan Andres wenige Tage zuvor entstand. Am 31. Mai 2015 wurde das System zu einem Tropischen Tiefdruckgebiet hochgestuft. Am 2. Juni erreichte der mittlerweile benannte Sturm Blanca Hurrikanstärke. Nur einen Tag später erreichte Blanca nach einer rapiden Intensivierung bereits die Kategorie 4 und am Abend des 3. Juni ihren Höhepunkt mit andauernden Windgeschwindigkeiten von bis zu 220 km/h und einem Luftdruck von 943hPa. In den nächsten Tagen kam es im Bereich des Kernpunktes von Blanca zu einer sogenannten „Eyewall-Neubildung“. Dabei schwächte sich der Hurrikan vorübergehend auf die Kategorie 1 ab. Am 6. Juni wurde Blanca wieder auf die Kategorie 4 hochgestuft, allerdings zog der Tropensturm von dort an in kühlere Gewässer und verschwächte sich wieder enorm. Am 7. Juni war Blanca nur noch ein tropischer Sturm. Einen Tag später, am 8. Juni um 12:00 Uhr UTC traf Blanca auf die Halbinsel Baja California, nahe Puerto Cortés. Am 9. Juni löste sich Blanca auf.

#### Auswirkungen
Blanca verursachte schwere Regenfälle und hohe Wellen in Teilen von Baja California. Es kam zu einigen Schäden, zeitweise waren mehr als 100.000 Menschen ohne Strom. Menschen kamen nicht zu Schaden.

## Sturmnamen
Die folgenden Namen werden in dieser Saison vergeben. Diese Liste wird im Jahre 2021 wieder verwendet, vorbehaltlich der Namen, die durch die World Meteorological Organization im Frühjahr 2016 möglicherweise ersetzt werden. Diese Liste ist identisch mit der Liste für die Pazifische Hurrikansaison 2009.
Andres, Blanca, Carlos, Dolores, Enrique, Felicia, Guillermo, Hilda, Ignacio, Jimena, Kevin, Linda, Marty, Nora, Olaf, Patricia
Nicht zur Anwendung kamen:
Rick, Sandra, Terry, Vivian, Waldo, Xina, York und Zelda.
Die folgenden acht Namen werden für die nächsten Stürme, die sich im Zentralpazifik bilden, verwendet:
Ela, Halola, Iune, Kilo, Loke, Malia, Niala und Oho